# Gare de Goderich (Grand Tronc)
La  gare de Goderich (Grand Tronc) est une ancienne gare ferroviaire canadienne, située sur le territoire de la municipalité de Goderich, dans la province de l'Ontario. Construite en 1903, la gare passe en partie au feu en 1910 et rouvre en 1911 .

## Situation ferroviaire
La gare était le terminus occidental de la ligne du Grand Tronc entre Goderich et Stratford. Cette ligne était construite par le Buffalo & Lake Huron Railway (B&LHR), arrivant à Goderich en 1859; le B&LHR est acheté par le Grand Tronc en février 1870 .

## Histoire
La gare est construite en 1903. Elle sert de point de départ des soldats de la région pour servir dans la Première Guerre mondiale. Le bâtiment actuel en briques remplace un  bâtiment en bois qui survit encore (coupée en deux) en deux résidences privées en ville. En 1910, la gare a subi un incendie dévastateur et un certain nombre de caractéristiques architecturales d'origine ont été perdues. La gare a été ouverte de nouveau au service ferroviaire en mars 1911 .
Le Grand Tronc cède sa place au Canadien National, offrant le service fret et passagers vers Stratford, Brantford et Toronto. Avec le déclin du service passager, le CN ferme la gare en 1973 . Le Goderich-Exeter Railway utilise encore les rails en face de la gare pour le service de fret.
En 2010, le bâtiment en briques est en bon état, mais a besoin de quelques réparations .
En 2020, la gare est une propriété privée, servant la compagnie FauxPop Media .

## Patrimoine ferroviaire
Le bâtiment est désigné bâtiment historique par la ville de Goderich le 24 septembre 2018, sous la Partie IV de la Loi sur le patrimoine de l’Ontario ; la ville publie un avis d’intention d’abroger la désignation sous l’initiative du propriétaire, le 4 mars 2019 .